# Mitsubishi Outlander

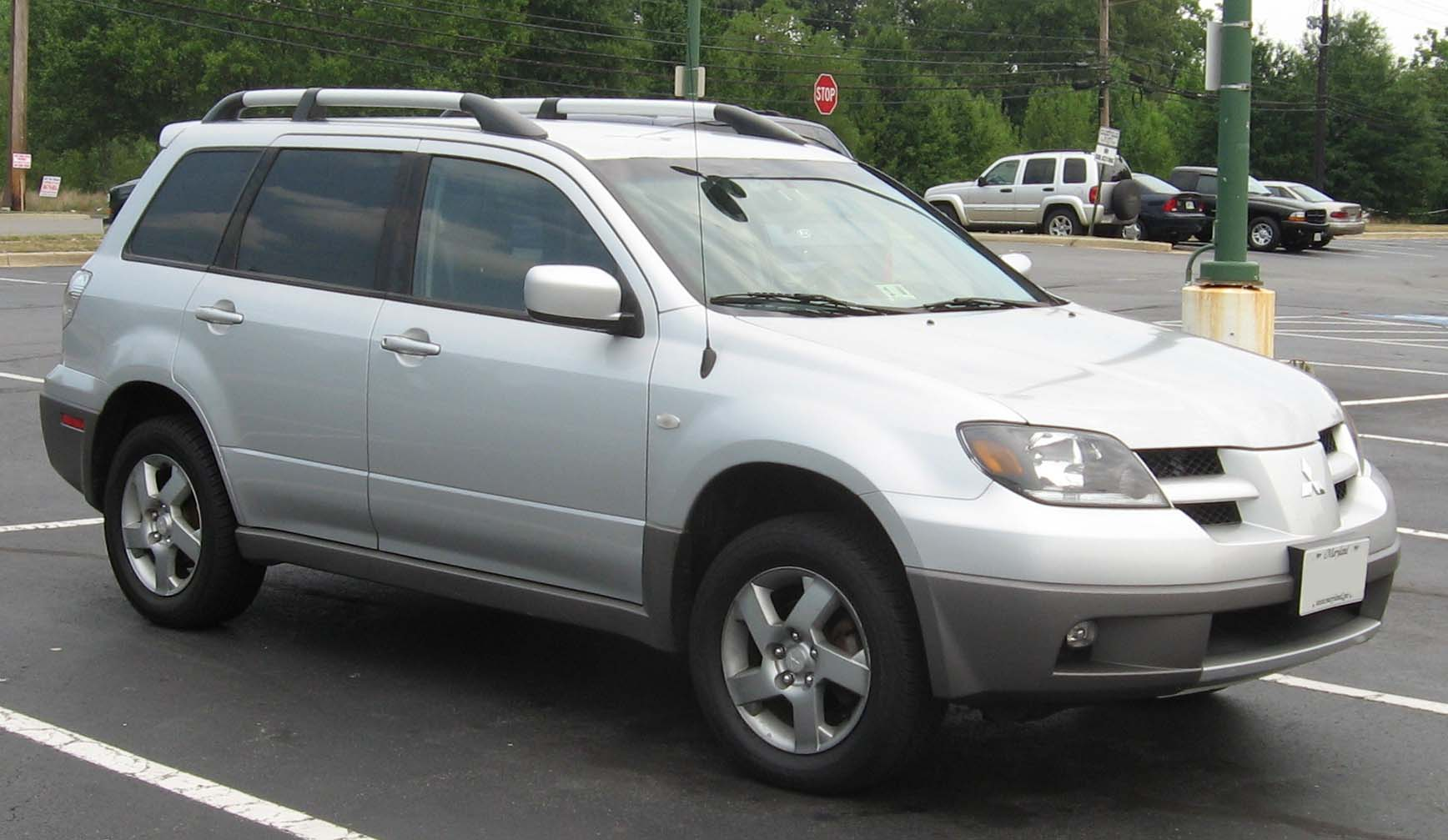
Mitsubishi Outlander, Generation 1

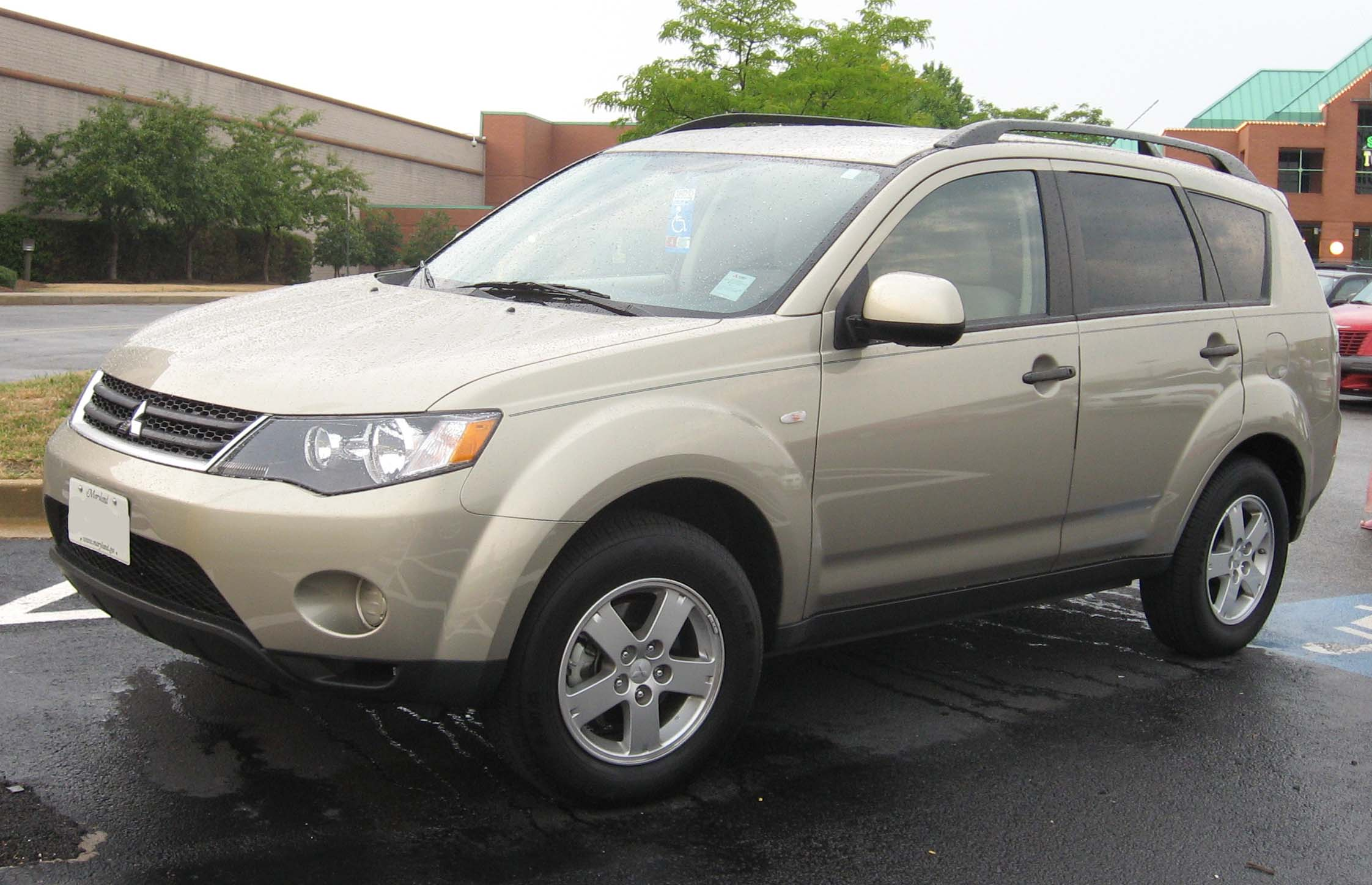
Mitsubishi Outlander, Generation 2

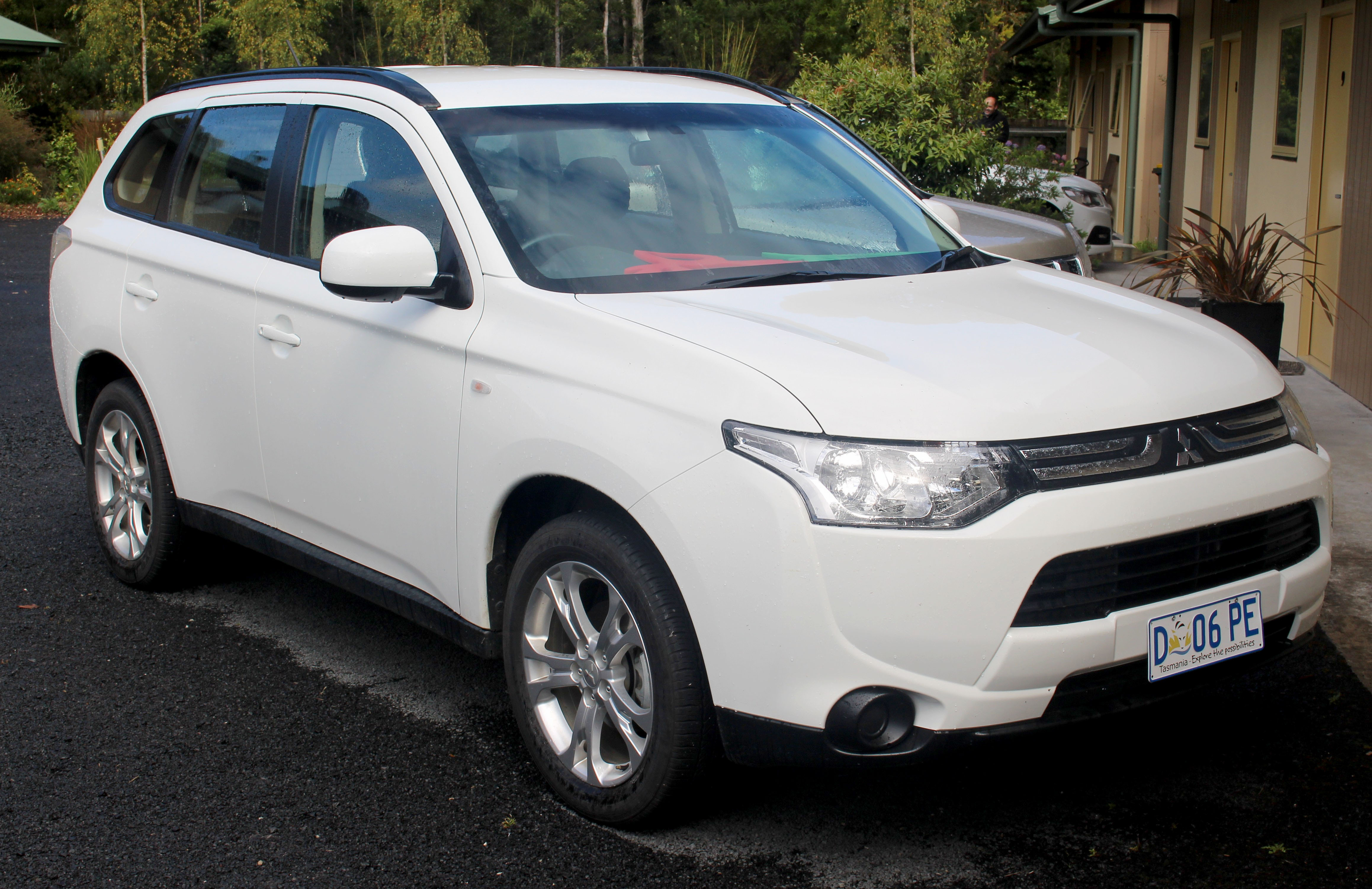
Mitsubishi Outlander, Generation 3

Mitsubishi Outlander är den japanska biltillverkarens första mindre SUV-modellen för den Europeiska marknaden. 

## Generation 1
Outlander lanserades i början av 2000-talet med en 2.4-liters bensinmotor på 165 hästkrafter. Under 2005 kom en effektstarkare version, Outlander Turbo, som förärades märkets rallymodell Evo VIII:s 2-liters turbomotor - om än i strypt och förändrat utförande. Modellens design följer samma linje som Colt och Grandis med ett markerat mittparti i fronten. Alla versioner har permanent fyrhjulsdrift. Automatväxellåda och farthållare gick inte att få till Turbomodellen. 

## Generation 2
Den andra generationen av Outlander lanserades i Japan redan 2005, men kom till Sverige först våren 2007. Första året fanns den enbart med Volkswagens välkända 2.0 TDI på 140 hk. Den försvann inför 2008 års modell - istället fick man välja på Mitsubishis 2.4-liters bensinmotor eller en 2.2-liters HDI (turbodiesel) från PSA Peugeot Citroën. Dieselmotorn är för övrigt samma som även sitter i kusinmodellerna Citroën C-Crosser och Peugeot 4007. 
Peugeot 4007 och Citroën C-Crosser som båda kom till Sverige under hösten 2007 är i grunden samma bil som Outlander. Den tillverkas av Mitsubishi men de franska varianterna har modifierad hjulupphängning och styrning. 